# オスカル・アウマダ
オスカル・アウマダ（Oscar Adrian Ahumada, 1982年8月31日 - ）は、アルゼンチン・ブエノスアイレス州出身の元サッカー選手。現役時代のポジションはミッドフィールダー。

## 経歴
2002年11月24日のクラブ・オリンポ戦でデビューした。2004年に短期間だけドイツのVfLヴォルフスブルクに在籍し、同年から再びリバープレートでプレーしている。2008年5月、コパ・リベルタドーレスの決勝トーナメント1回戦のCAサン・ロレンソ・デ・アルマグロ戦後、「ファンの応援が欠如しているせいで負けた」と発言し、議論を巻き起こした。激怒したファンは彼の解雇を求めたが、ディエゴ・シメオネ監督はアウマダを注意しただけで、チームからは外さなかった。2008後期リーグでは、エストゥディアンテス・デ・ラ・プラタと接戦を繰り広げ、アリエル・オルテガやフアン・パブロ・カリーソらとともにアウマダもキープレーヤーのひとりとなった。
2001年、地元アルゼンチンで開催されたFIFAワールドユース選手権に、ハビエル・サビオラやマキシ・ロドリゲスらと共に出場し、優勝した。

## タイトル

### クラブ
CAリーベル・プレート
- プリメーラ・ディビシオン : 2002-03C, 2003-04C, 2007-08C

### 代表
U-20アルゼンチン代表
- FIFAワールドユース選手権 : 2001